# 이재인 (조선)
이재인(李在仁, ? - ?)은 조선시대 전기의 문신, 성리학자이다. 관직은 장수현감에 이르렀고 초기 사림파 인사의 한사람이었다. 점필재 김종직의 동문이다. 익재 이제현의 후손이며 재사당 이원의 종조부이다. 본관은 경주(慶州)이고 호는 정헌(靜軒)이다. 강호 김숙자의 문인이다.
강호 김숙자를 찾아가 사사하여 그의 문인이 되었는데, 강호 김숙자는 이제현-이색-정몽주-길재의 학통을 이은 성리학자이자 초기의 재지 사림파였다. 또한 김숙자의 아들인 김종직과도 친분관계를 형성하였다. 도학연원에 포은 정몽주, 야은 길재, 강호 김숙자의 학문을 계승했으며, 특히 김숙자의 문인 중 우수한 제자 9명을 아홉 현인이라 했는데 그 중의 한사람이 그와 점필재 김종직 등이다.  그 뒤 음서로 출사하여 세종조에 장수현감을 역임하였고 사후 증직으로 통정대부에 추증되었다. 사후 가산서원에 배향되었다.

## 기타
그의 종손 재사당 이원은 그의 동문이기도 한 점필재 김종직의 문하생이 되었다. 그러나 후일 무오사화로 화를 입어 점필재, 재사당이 화를 입어 재사당은 영광군(지금의 장성군 삼계면 백산촌)으로 낙향하여 은거하였다. 그 뒤 여러번 국가의 부름을 받았으나 사양하고 은거하며 여생을 보냈다. 사후 가산서원에 추배되었다.

## 같이 보기
- 김숙자
- 김종직
- 무오사화
- 갑자사화
- 이원
- 길재
- 정몽주